# حزمة أدوات تطوير البرمجيات
حزمة أدوات تطوير البرمجيات (بالإنجليزية: Software development kit)‏ هي مجموعة من أدوات تطوير البرمجيات التي تسمح بإنشاء برمجيات تطبيقية لحزمة برامج معينة، إطار البرمجيات، منصة الأجهزة، نظام الحاسوب، أنظمة ألعاب الفيديو، نظم التشغيل، أو ما شابه ذلك من منصات التطوير.
قد تكون شيء بسيط مثل واجهة برمجة التطبيقات (API) في شكل بعض الملفات إلى واجهة للغة برمجة معينة أو تشمل معدات متطورة للاتصال مع نظام مضمن معين. حزم أدوات تطوير البرمجيات غالبا ما تتضمن نماذج للأكواد وملاحظات تقنية داعمة أو غيرها من الوثائق الداعمة للمساعدة في توضيح النقاط. بعض حزم أدوات تطوير البرمجيات ترفق معها تراخيص تجعلها غير ملائمة لبناء برامج يهدف إلى تطويرها بموجب تراخيص مختلفة غير متوافقة. على سبيل المثال، حزمة أدوات تطوير البرمجيات على الأرجح تكون متضاربة مع البرمجيات الحرة.